# Mazarambroz (kommunhuvudort)
Mazarambroz är en kommunhuvudort i Spanien. Den ligger i provinsen Toledo och regionen Kastilien-La Mancha, i den centrala delen av landet, 80 km söder om huvudstaden Madrid. Mazarambroz ligger 778 meter över havet och antalet invånare är 1 331.
Terrängen runt Mazarambroz är huvudsakligen platt, men norrut är den kuperad.Runt Mazarambroz är det ganska glesbefolkat, med 35 invånare per kvadratkilometer. Närmaste större samhälle är Toledo, 18,2 km norr om Mazarambroz. Trakten runt Mazarambroz består till största delen av jordbruksmark.